# Голосновское сельское поселение
Голосновское сельское поселение — упразднённое муниципальное образование в Семилукском районе Воронежской области.
Административный центр — село Голосновка.

## История
В непосредственной близости от села Голосновка по сей день существуют несколько мелких деревушек, которые скорее всего скоро исчезнут не только с районных карт, но и из истории сего края, а именно:
- д. Ивановка (самая крупная деревня);
- д. Заречка;
- д. Синяевка;
- д. Кочетовка.

Законом Воронежской области от 30 ноября 2009 года № 145-ОЗ, Новосильское, Голосновское и Троицкое сельские поселения преобразованы путём объединения в Новосильское сельское поселение с административным центром в селе Новосильское.

## Административное деление
В состав поселения входят:
- село Голосновка
- деревня Верхосновка
- деревня Ивановка